# Амиейра (Портел)
Амие́йра (порт.  Amieira) — фрегезия (район) в муниципалитете Портел округа Эвора в Португалии. Территория — 98,36 км². Население − 436 жителей. Плотность населения — 4,4 чел/км².